# 胡云峰
胡云峰（1973年3月18日—），男，中国足球运动员。
胡云峰成名于八一，职业联赛初期与郝海东的锋线组合在国内足坛闻名遐迩。2001年，他多年转会请求终于得到八一队的同意，并且与急需前锋的上海申花达成协议，胡云峰甚至已经把家都搬回了故乡上海，但是却在最后一刻由于中国足球当时的“倒摘牌制”被沈阳金德拦截。面临去沈阳或者退役的选择，胡云峰最终加盟沈阳，但是不久后就出现严重伤病，几乎错过了整个赛季，直到2002年才开始恢复状态。
2004年，胡云峰再次提出转会，意向仍然是回上海，但是由于年龄关系，最终上海的两支球队申花和国际都没有与其签约，他转而加盟南京有有。在南京有有效力第二年开始，由于俱乐部选帅不利，只能让他作为球员的同时还兼任起主教练。2006年，南京有有队在胡云峰的带领下取得了不错的第五名，更奠定了中甲老牌强队的地位。2007年甲级联赛最后一轮，胡云峰上场对阵上海七斗星，创造了一个点球并主罚命中，并就此正式退役，结束自己的球员生涯，成为一名专职的主教练。此时胡云峰已过34岁，在中国足球同时代的前锋中也只有老搭档郝海东能与之相比。
2009年11月，胡云峰正式辞职，他执教南京有有的5年期间，在中甲的总战绩为36胜35平50负。